# Pombal, Paraíba
Pombal là một đô thị thuộc bang Paraíba, Brasil. Đô thị này có diện tích 888,811 km², dân số năm 2007 là 33212 người, mật độ 37,4 người/km².